# いずみ太鼓 皷聖泉
いずみ太鼓 皷聖泉（いずみたいこ こせいせん）は大阪府和泉市で和太鼓演奏活動をしているアマチュアグループである。

## 概要
2000年5月に池上曽根史跡公園で行われた「いずみの国 弥生まつり」で、催しを盛り上げることを目的に結成。
メンバーは小学2年生～50歳代まで。太鼓奏者で元鬼太鼓座のメンバーの時勝矢一路（じしょうや いちろ）が指導を行っていたが、現在は、皷聖泉の代表である深川みゆきが指導を行っている。。
前述の弥生まつりや信太山クロスカントリー大会のゴール前での演奏などの各種行事や、老人ホームへの慰問など、和泉地域を中心に年間40回以上の演奏活動を行っている。
また、2011年の東日本大震災以降、毎年チャリティーイベントを行っており、福島県いわき市でも毎年演奏を行っている。
平成25年（2013年）1月19日にはいずみの国和泉市PR大使に就任した。
また、現在は道場を建てるため、募金を募っている。

## 皷聖泉の名の由来
鼓聖泉の名は、時勝矢一路による命名で、和泉市の名の由来となった聖（せい）なる泉（いずみ）の如く（ごとく）、太鼓の響が演奏を聞いてくださる方の心に響くようにと名づけられた。

## メンバー構成
総勢37名。ほぼ女性メンバーで構成されている。子供だけで構成された皷聖泉Jrがある。
大人13名、Jr24名である。